# Un bon petit diable (film, 1923)
Pour les articles homonymes, voir Un bon petit diable (homonymie).
Pour plus de détails, voir Fiche technique et Distribution.
Un bon petit diable est un film français réalisé par René Leprince et sorti en 1923.

## Synopsis
Il s'agit d'une adaptation du roman éponyme de la comtesse de Ségur paru en 1865.

## Fiche technique
- Réalisation : René Leprince
- Scénario : d'après la comtesse de Ségur
- Production :  Pathé Consortium Cinéma
- Pays :  France
- Format : Muet - Noir et blanc - 1,37:1 - 35 mm
- Genre : Comédie
- Métrage : 1 330 m
- Durée : 49 minutes
- Date de sortie :  France - 17 août 1923

## Distribution
- Jean Rauzéna : Charles McLance
- Jeanne Bérangère : Madame MacMiche
- Madeleine Erickson : Betty
- Charles Lamy : Le juge
- Jules Mondos : Old Nick
- Jeanne Helbling : Juliette